# Реборн (лялька)

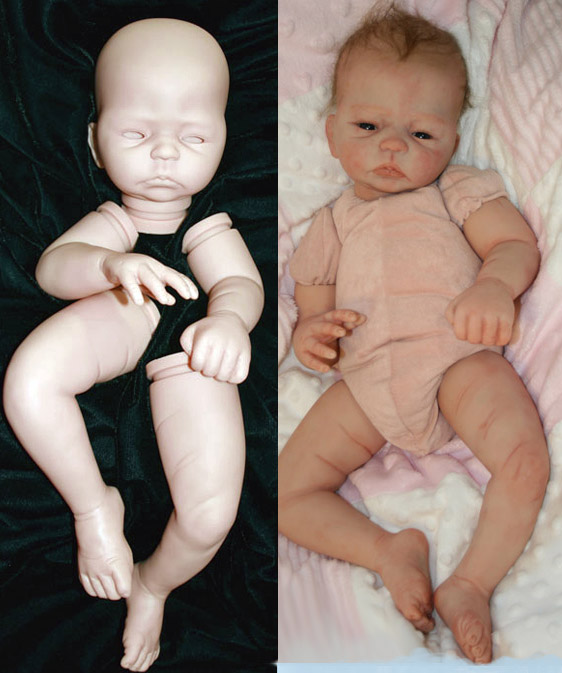
Нефарбовані деталі ляльки Реборн та пофарбована («відроджена») лялька в одязі

Ребо́рн (від англ. reborn — «заново народжений», «пере(на)роджений») — лялька, яка нагадує людську дитину з величезною схожістю і реалізмом, з якими тільки можливо. Процес створення ляльок реборн називають реборнінг, ляльок художнього плану називають реборнерс. По суті є авторською лялькою.
Перші такі ляльки були створені в 1990-х роках у США, спочатку як хобі, а згодом для продаж. Ціна ляльок реборн коливається від кількох сотень доларів до тисяч доларів. Продають їх через Інтернет або на ярмарках, бо інтернет-магазини та звичайні крамниці не беруть через їх реалістичність.

## Виготовлення реборна
Основою для виготовлення реборна є вінілові молди (об'ємні форми), які включають голову, руки та ноги. Створенням молдів займаються окремі виробників, їх якість залежить від ціни.
Молди знежирюють і поступово наносяться шари акрілових або олійних фарб, для зображення капілярів, вен, судин, почервоніння. Після нанесення кожного шару фарби потрібна фіксація нагрівання. Таких шарів фарби може бути декілька десятків. Вставляються очі з промальовкою різних відтінків райдужної оболонки.
Тіло ляльки шиється з тканини, набивається різними наповнювачами для отримання маси відповідної живої дитини або меншої, якщо вона використовується малими дітьми для гри. Одягають реборнів у звичайні речі, які купуються для немовлят.
Оскільки варіанти молдів голів обмежені, то надання реборна індивідуальних рис залежить від майстерності автора. Це досягається промальовкою судин, складочок, підбором кольором очей і волосся.

## Ставлення до реборнів
Реборни завоювали сумнівну репутацію, ставлення до них як позитивне, так і негативне.
Крім колекціонерів, основними покупцями є дорослі жінки, діти яких уже виросли. Тримаючи на руках реборна, який за формою та вагою подібний до немовляти, жінки згадують своїх дітей, коли вони були такими, отримують позитивні емоції. В штаті Іллінойс (США) є спеціальна школа, де майбутніх матерів за допомогою реборнів навчають доглядати за майбутніми дітьми, що робить легшим догляд власних після народження. Купують реборнів також бездітні жінки, які не мають часу на народження і догляд за власними або не можуть чи не хочуть їх мати.
Психологи застерігають, що надмірне захоплення реборнами є відходом від реальності. Сприйняття жінкою ляльки як живої істоти може бути проявом негативної поведінки і такій особі потенційно може бути варто проконсультуватися з психологом чи психіатром.